# Neoseiulus phragmitidis
Neoseiulus phragmitidis är en spindeldjursart som först beskrevs av Bozai 1997.  Neoseiulus phragmitidis ingår i släktet Neoseiulus och familjen Phytoseiidae. Inga underarter finns listade i Catalogue of Life.